# Untung Syamsuri

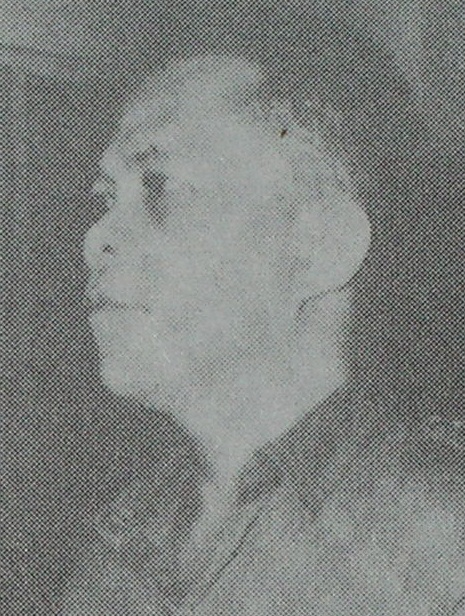
Untung

Untung bin Syamsuri (ur. 3 lipca 1926, zm. we wrześniu 1967) – podpułkownik armii Indonezji, dowódca batalionu gwardii prezydenckiej, który 30 września 1965 podjął nieudaną próbę lewicowego zamachu stanu przeciwko Suharto. Został uwięziony, w 1966 skazany na karę śmierci, w następnym roku stracony.